# Cow-boy and the Squaw
Cow-boy and the Squaw (o Cowboy and the Squaw) è un cortometraggio muto del 1910. Il nome del regista non viene riportato nei credit del film, un western in un rullo prodotto dalla Champion Film Company, una piccola compagnia indipendente che era stata appena fondata da Mark M. Dintenfass e che aveva la sua sede nel New Jersey, a Fort Lee.

## Produzione
Il film fu prodotto dalla Champion Film Company.

## Distribuzione
Distribuito dalla Motion Picture Distributors and Sales Company, il film - un cortometraggio di una bobina - uscì nelle sale cinematografiche USA il 27 luglio 1910.